# Bandera de les Illes Scilly
La bandera de les illes Scilly (en còrnic: Baner Syllan) és la bandera no oficial creada l'any 2002 per a les illes Scilly. La bandera fou dissenyada per Scilly News, i va rebre el suport positiu dels seus lectors en una votació popular, fet que va portar-la a ser registrada oficialment al Flag Institute com a bandera de les illes.
El disseny consisteix en una creu blanca de vora a vora sobre un fons superior carabassa i un d'inferior blau. Al quarter superior dret s'hi afegeixen cinc estels de cinc puntes. On, cadascun d'ells representa una de les illes Scilly. El color carabassa simbolitza les postes de sol pel qual són conegudes les illes, el color blau el mar que les envolta, mentre que els estels representen la seva localització respecte les demés, així com la seva mida.

## Colors
El Flag Institute li assigna la següent relació de colors:
- Model de color Pantone: Carabassa (137), Blau (286), Blanc
- Model de color RGB: Carabassa (255,163,0), Blau (0,51,153), Blanc (255, 255, 255)
- Model de color CMYK: Carabassa (0%-56%-92%-0%), Blau (98%-92%-0%-0%), Blanc
- Model de color HTML: Carabassa (#ffa300), Blau (#0032a0), Blanc (#ffffff)